# Leutea rechingeri
Leutea rechingeri är en flockblommig växtart som först beskrevs av Leute, och fick sitt nu gällande namn av Pimenov. Leutea rechingeri ingår i släktet Leutea och familjen flockblommiga växter. Inga underarter finns listade i Catalogue of Life.